# ニグロリーグ
ニグロリーグ (Negro League baseball) は、アメリカ合衆国に存在した野球リーグ。

## 概要
アメリカ合衆国において行われていたアフリカ系アメリカ人を中心とした野球のリーグ戦。アフリカ系アメリカ人によるプロ野球のリーグ戦を漠然と指す言葉だが、狭義ではリーグ運営が比較的順調に行われていた1920年から1948年の間に存在した7つの野球リーグのことを指す。

## 歴史

### アマチュア時代
歴史上、アフリカ系アメリカ人による野球チーム同士の最初の試合は、1860年9月28日に、ニュージャージー州ホーボーケンのエリシアン・フィールドで、『ウィークスビル・オブ・ニューヨーク』が11-0で『カラード・ユニオン・クラブ』に勝利した試合とされている。その後南北戦争を挟んで1860年代後半に、主に東海岸を中心にアフリカ系アメリカ人の野球チーム設立の動きが高まり、各都市に野球チームが形成されていった。1860年代後半、フィラデルフィアにあった「ピュティアンズ」 (Pythians) の運営をしていたオクタヴィウス・カットーという人物が、当時の全米野球選手協会 (NABBP) への加盟を申し込んだものの、協会が参加決議をしなかったという事件もおきている。

### プロ化の時代
1870年代に入ると、プロの契約を結ぶ選手も現れはじめた。アフリカ系アメリカ人最初のプロ野球選手となったバド・ファウラーは、1878年にマイナーのインターナショナルリーグに登場し、マサチューセッツの球団で活躍した。メジャーリーグでは、1884年にトレド・ブルーストッキングスに在籍したモーゼス・フリート・ウォーカー、ウェルデイ・ウォーカーの兄弟が「アフリカ系アメリカ人最初のメジャーリーガー」とされているが、近年の研究では、その5年前の1879年にプロビデンス・グレイズから出場したウィリアム・エドワード・ホワイトがアフリカ系アメリカ人として最初にメジャーリーグに出場した選手ではないかといわれている。
1885年には、ニューヨークのホテル従業員によるチームだったバビロン・ブラック・パンサーズが「キューバン・ジャイアンツ」と改名し、アフリカ系アメリカ人による最初のプロ野球チームとなった。同じ年にフロリダ州では、アフリカ系アメリカ人チーム10球団を集めた「サザンリーグ・オブ・ベースボーリスツ」というリーグが創設されたが、運営上の問題から1年しか存続しなかった。その後1887年には「ナショナル・カラード・ベース・ボール・リーグ」という9球団からなるリーグも組織されたが短命に終わっている。
同じ1880年代後半は、シカゴ・ホワイトストッキングスのキャップ・アンソンが、有色人選手の居るチームとのエキシビション・ゲームを拒否した例など、メジャーリーグやマイナーリーグからの有色人選手排斥の流れが強まり、アフリカ系アメリカ人選手は1900年頃までにはメジャーやマイナーリーグから姿を消してしまった。

### プロ巡業チームの時代
前述のキューバン・ジャイアンツが1890年代に、リーグに所属しない巡業プロチームとしての興行を成功させる一方、同じ時期にシカゴではシカゴ・ユニオンズ、ページフェンス・ジャイアンツといったプロの球団が作られ、キューバン・ジャイアンツの成功に続いてアメリカ中西部を中心に巡業を行うようになっていった。20世紀に入るとアフリカ系アメリカ人によるプロ野球がニューヨークやフィラデルフィアなどでも見られるようになる。一方で、19世紀に形成されていたキューバの野球リーグが1900年にアフリカ系アメリカ人選手の参加を認めるようになったことで、クリストバル・トリエンテやホセ・メンデスらに代表されるような、アメリカ本土とキューバとの間を行き来する選手が現れ、双方の交流が生まれるようになる。1910年代に活動していたアフリカ系アメリカ人の球団には、キューバ出身者やアジア人など他地域の有色人選手達も所属していた。J.L.ウィルキンソンが設立した「オール・ネイションズ」には、当時日本人選手も所属してプレーしていた記録も残っている。

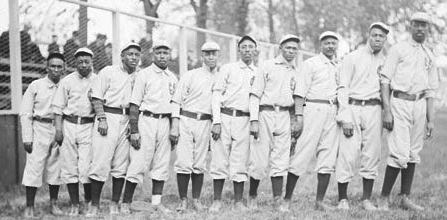
1905年のシカゴ・ユニオン・ジャイアンツ

### 2リーグ制の確立
1911年にシカゴ・アメリカン・ジャイアンツを設立し所有していた実力者ルーブ・フォスターは、アメリカ合衆国の第一次世界大戦参戦による混乱が収まった1920年、2月13日から2日間他の球団所有者たちとカンザスシティで会合を開き、アフリカ系アメリカ人による野球組織を提唱、アメリカ北西部を中心とした8球団によるニグロナショナルリーグを発足させる。3年後の1923年には、ヒルデール・デイジーズの所有者エド・ボールデンが中心となり、アメリカ東部を中心としたイースタン・カラード・リーグが発足する。両リーグは1924年からニグロリーグの「ワールドシリーズ」も開催するようになり、クール・パパ・ベル、マーティン・ディーゴ、ウィリー・ウェルズといったスター選手も輩出するようになっていった。しかし1920年代の2リーグ体制は、フォスターとボールデンが過労のため相次いで精神を病み、運営から手を引いたことで混乱する。大恐慌の影響もあり、1928年にイースタン・カラード・リーグが破綻、ニグロナショナルリーグも1931年に一旦崩壊した。

### リーグ全盛期
その後もニグロリーグの火は絶えず、1933年に第二次のニグロナショナルリーグが組織しなおされたのに続き、1937年にはニグロアメリカンリーグが結成され、再び2リーグ制が確立する。第二次ニグロナショナルリーグを運営したガス・グリーンリーは、ニグロリーグにおける「オールスターゲーム」の開催も提唱し、東西対抗形式のオールスターゲームも行われるようになった。この時代にはサチェル・ペイジ、ジョシュ・ギブソンら多くのスタープレイヤーが登場し、ニグロリーグは全盛期を迎えた。

### メジャーリーグとの統合
1945年、当時ドジャースのオーナーであったブランチ・リッキーは、ドジャース配下のマイナー球団にアフリカ系アメリカ人選手を所属させるようになる。その後、1947年にジャッキー・ロビンソンがメジャーリーガーとなり大活躍したことにより、他のメジャーリーグ球団もニグロリーグの選手を引き抜いていくようになり、1948年にはニグロナショナルリーグが解散、ニグロアメリカンリーグも1960年には立ち行かなくなり消滅した。その後1964年に公民権法が施行され、アメリカ国内における法の下での人種差別が禁止されたこともあり、メジャーリーグでは有色人種の選手が活躍を続け、白人だけのメジャーなど現在では到底考えられない状況となっている。

### 記録について
2020年12月17日（日本時間）に、大リーグ機構が「ニグロリーグのレベルは当時のメジャーのレベルに相当するもの」とコメントし、ニグロリーグの通算記録もメジャー通算記録に、さらにこの時代にリーグでプレーしていたおよそ3400人のプレイヤーをメジャーリーガーにそれぞれ認定するとした。
2024年5月29日、ニグロリーグもMLBの公式大会として正式に組み込まれると同時にニグロリーグでの記録もMLBとしての記録に統合された。これにより、ジャッキー・ロビンソンやウイリー・メイズなど2300人以上のニグロリーグでの記録がMLBに加算されたほか、首位打者が更新され、ジョシュ・ギブソンが新たに記録された。

## 活動していたリーグ
19世紀
- サザンリーグ・オブ・ベースボーリスツ (Southern League of Base Ballists)（1885年）
- ナショナル・カラード・ベースボール・リーグ (National Colored Base Ball League)（1887年）

20世紀
- ニグロナショナルリーグ（第一次） (Negro National League)（1920-1931年）
- イースタンカラードリーグ (Eastern Colored League)（1923-1928年）、1926年と1927年にニグロナショナルリーグと「ワールドシリーズ」をして争った。
- アメリカンニグロリーグ (American Negro League)（1929年）
- イーストウェストリーグ (East-West League)（1932年）
- ニグロサザンリーグ (Negro Southern League)（1932年）、1920年から1940年代までマイナーリーグとして扱われたが、1932年にニグロナショナルリーグと協働し1年だけ「メジャー」として扱われた。
- ニグロナショナルリーグ（第二次） (Negro National League)（1933-1948年）
- ニグロアメリカンリーグ (Negro American League)（1937-1960年）

## ニグロリーグやメジャーリーグで活躍した黒人選手
- ハンク・アーロン (Hank Aaron)（外野手）- メジャーリーグの通算本塁打記録前保持者
- アーニー・バンクス (Ernie Banks)
- クール・パパ・ベル (Cool Papa Bell) - 野球史上最速とも謳われる俊足選手
- ロイ・キャンパネラ (Roy Campanella)（捕手）
- ルイス・サントップ (Louis Santop Loftin)（捕手）
- ビズ・マッキー (James Raleigh "Biz" Mackey)（捕手、内野手）
- オスカー・チャールストン (Oscar Charleston)
- レイ・ダンドリッジ (Ray Dandridge)（三塁手）
- レオン・デイ (Leon Day)（投手）
- マーティン・ディーゴ (Martin Dihigo)（投手・野手）- キューバ人で初めてアメリカ野球殿堂入りを果たした選手
- ラリー・ドビー (Larry Dobby)（外野手）- アフリカ系アメリカ人のメジャーリーガー第二号。アメリカンリーグでは第一号。後に日本の中日ドラゴンズでもプレー
- ビル・フォスター (Bill Foster)（投手）
- ジョシュ・ギブソン (Josh Gibson) -『黒いベーブルース』と呼ばれ、リーグ通算800本以上（972本とする説もある）の本塁打を打った。
- モンテ・アーヴィン (Monte Irvin)
- ジュディ・ジョンソン (Judy Johnson)（三塁手）
- バック・レナード (Buck Leonard)（一塁手）- チームメイトだったジョシュ・ギブソンと対比された強打者。『黒いゲーリッグ』の異名を持つ。
- ジョン・ヘンリー・ロイド (John Henry Lloyd)（遊撃手）
- ウィリー・メイズ (Willie Mays)（外野手）
- サチェル・ペイジ (Satchel Paige)（投手）- 近代野球史上最高と言われた投手。伝説的な逸話が多く知られる。
- ジャッキー・ロビンソン (Jackie Robinson)（二塁手）- アフリカ系アメリカ人のメジャーリーガー第一号
- ブレット・ジョー・ローガン (Bullet Joe Rogan)
- ヒルトン・スミス (Hilton Smith)（投手）
- ターキー・ステアーンズ (Turkey Stearnes)（外野手）
- ウィリー・ウェルズ (Willie Wells)
- スモーキー・ジョー・ウィリアムズ (Smokey Joe Williams)
- サイラス・シモンズ (Silas Simmons)

## その他
ミズーリ州カンザスシティにはニグロリーグ博物館がある。